# Andrena orana
Andrena orana är en biart som beskrevs av Warncke 1975. Andrena orana ingår i släktet sandbin, och familjen grävbin. Inga underarter finns listade i Catalogue of Life.